# Marco Schreyl
Marco Schreyl (Erfurt, 1 januari 1974) is een Duits televisie- en radiopresentator. Sinds 2005 is hij een gezicht van  RTL Duitsland. Hij presenteerde onder meer Das Supertalent (tot editie 2011) en Deutschland sucht den Superstar (t/m 2012). In 2013 presenteerde hij de grote liveshows Unschlagbar  en Pool Champions - Promis unter Wasser, de Duitse variant van het format Sterren Springen. Daarnaast presenteert Schreyl dagelijks de hr1 nachmittag op het radiostation hr1.